# لويس لا روش
لويس لا روش (بالإنجليزية: Louis La Roche)‏ هو ملحن ومنتج أسطوانات بريطاني، ولد في 15 سبتمبر 1990.

## وصلات خارجية
- لويس لا روش على موقع ميوزك برينز (الإنجليزية)
- لويس لا روش على موقع ديسكوغز (الإنجليزية)